# LG Optimus 2X

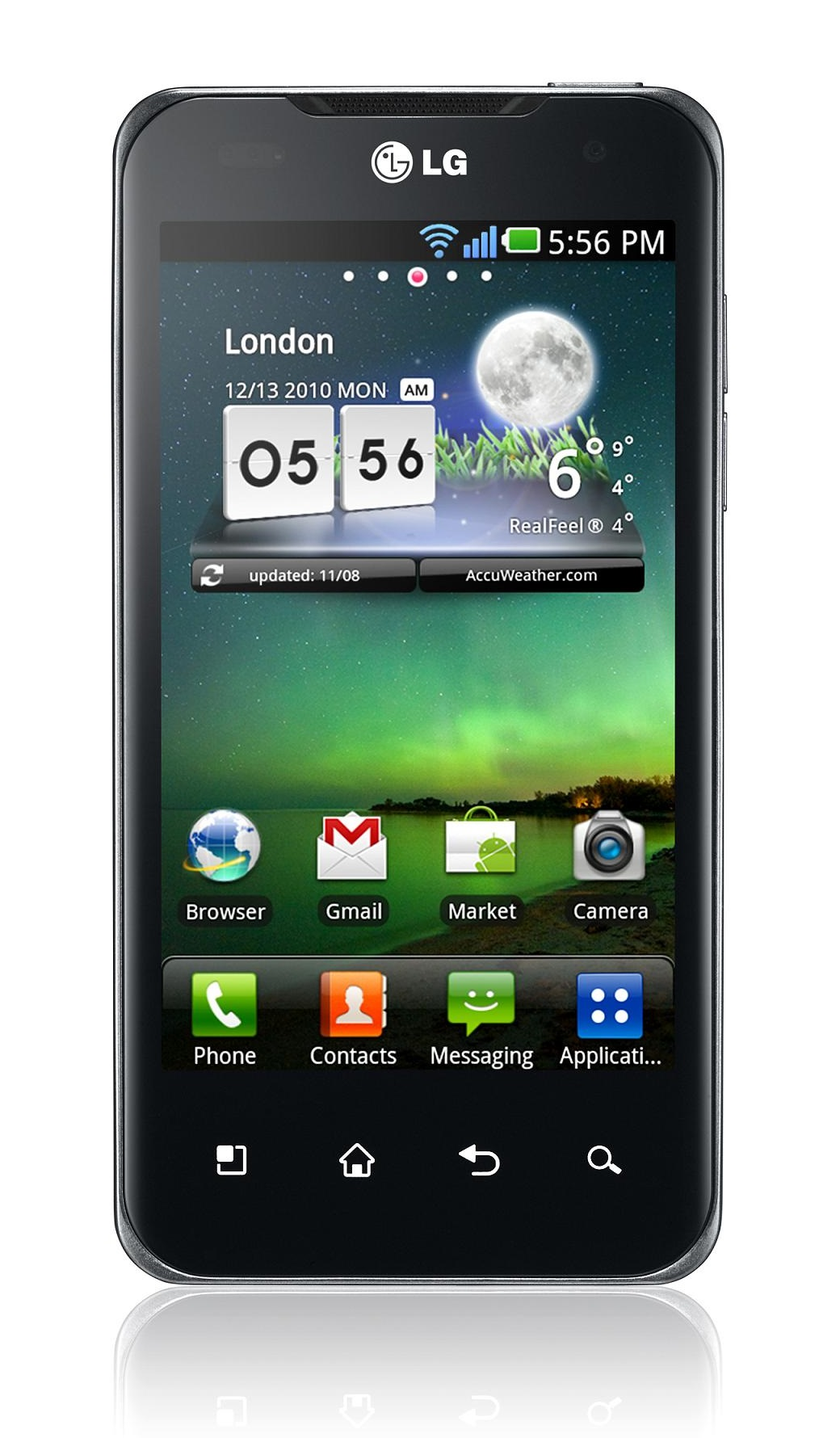
Mobilní telefon LG Optimus 2X

LG Optimus 2X je smartphone od korejského výrobce LG. Jedná se o první mobilní telefon na světě s dvoujádrovým procesorem (Nvidia Tegra 2, takt 1 GHz)[zdroj?]. Operačním systémem je standardně Android 2.2 Froyo, který bude brzy možné zdarma aktualizovat na novější verzi Android 2.3 Gingerbread. LG Optimus 2X je na českém trhu dostupný ve dvou barvách - černá a hnědá.

## Historie a dostupnost
LG Optimus 2X byl oficiálně představen 16. prosince 2010. Prodej telefonu začal 29.3. 2011. Jako první jej na český trh uvedla společnost Sunnysoft s.r.o. Ostatní prodejci se přidali o týden déle. V České republice se telefon začal prodávat za doporučenou cenu 12 790 Kč s DPH.

## Výbava telefonu
Mobilní telefon LG Optimus 2X je vybaven operačním systémem Android 2.2 Froyo (s možností aktualizace na novější Android 2.3 Gingerbread), 1 GHz dvoujádrovým procesorem (na rozdíl od LG Optimus Black, který má jednojádrový procesor) Nvidia Tegra 2 s 40 nm technologií a operační pamětí 512 MB RAM. Na přední straně smartphonu se rozprostírá dotykový kapacitní displej s rozlišením WVGA (480×800 px), 16 miliony barev a úhlopříčkou 4". Displej zvládá multitouch ovládání (gesta pro přibližování a oddalování např. fotek, webových stránek, mapových podkladů, atd.) a je krytý odolným sklíčkem Gorilla Glass. Díky akcelerometru se automaticky otáčí obsah displeje na šířku a na výšku.
Ve výbavě Optimusus 2X najdeme hudební a video přehrávač, HDMI konektor pro sledování multimediálního obsahu z telefonu na televizi či monitoru, GPS s mapami Googlu, rychlá data HSPA, Wi-Fi pro připojení na internet, přední 1,3 Mpx kamerku pro videohovory, 8 Mpx fotoaparát s autofocusem a bleskem či kameru s možností nahrávání FullHD videí 1088p (tedy rozlišení 1920×1088 px).